# Parafia Świętych Apostołów Piotra i Pawła w Sierakowie Śląskim
Parafia Świętych Apostołów Piotra i Pawła w Sierakowie Śląskim – parafia rzymskokatolicka, znajdująca się w diecezji opolskiej, w dekanacie Olesno. W parafii posługują księża diecezjalni. Według stanu na październik 2018 proboszczem parafii był ks. Jacek Joachim Woźnica. 

## Historia parafii
Najstarsza wzmianka o Sierakowie pochodzi z 1441 roku, kiedy to Sieraków nie był jeszcze parafią i nie posiadał własnego kościoła, bowiem nie figurował w spisie parafii diecezji wrocławskiej (Liber  fundations  episcoporum  Wratislaviensium). Mieszkańcy wsi należeli wówczas do parafii w Lubecku. Pierwszych pewnych informacji dostarczają źródła z drugiej połowy XVII wieku dotyczące przypuszczalnego powstania samodzielnej parafii w Sierakowie Śląskim. 
Pierwsza pewna wzmianka świadcząca o istnieniu parafii w Sierakowie Śląskim to protokół wizytacyjny z 1688 roku, w którym stwierdza się, że parafia istnieje od 1661 roku. Wtedy to urząd administratora parafii piastował Mikołaj Ferdynand Materlik (administrator w latach 1661-1700). Jego następca, Andrzej Płonka (proboszcz w latach 1702-1739), stwierdził, że Materlik był drugim z kolei administratorem, bowiem przed nim funkcję tę pełnił Mateusz Nawrath (zmarł prawdopodobnie w 1661 roku). Zgodnie więc z tymi faktami parafia w Sierakowie Śląskim mogła powstać około roku 1650. Według relacji proboszcza Andrzeja Płonki, w jej skład wchodziły wtedy: wieś Sieraków, Kowie, (obecnie należące do Wędziny), Molna, Jeżowa oraz Kuźnica Sierakowska. Parafia ta w roku 1720 liczyła 427 katolików i 10 luteran.
W wyniku zmian terytorialnych po I wojnie światowej i zmian granic, również zmianie uległ teren jurysdykcji biskupa wrocławskiego. W bulli papieskiej „Vixdum Poloniae unitas” z 28 października 1925 r. granice polityczne państwa niemieckiego na wschodzie stały się również granicami diecezji wrocławskiej. W ten sposób od diecezji na Górnym Śląsku oddzielono kilka archiprezbiteriatów i przydzielono je do nowo utworzonej diecezji katowickiej. Sieraków Śląski, jak to było u zarania jego dziejów, pozostał jednak przy diecezji wrocławskiej. Stan ten przetrwał aż do czasów, kiedy po II wojnie światowej zaczęła się tworzyć na ziemiach śląskich nowa organizacja zarówno polityczna, jak i kościelna. Na skutek zmiany przebiegu zachodniej granicy Polski z części dawnej diecezji wrocławskiej na Górnym Śląsku powstała nowa diecezja – opolska, obejmująca parafie 39 dekanatów, a wśród nich dekanat oleski. Obecnie więc parafia w Sierakowie Śląskim podlega władzy jurysdykcyjnej biskupa opolskiego.

## Proboszczowie
- ks. Mateusz Nawrat (1660–1661)
- ks. Mikołaj Ferdynand Materlik (1661–1700)
- ks. Kazimierz Ventura (1695–1702)
- ks. Andrzej Józef Płonka (1702–1739)
- ks. Maciej Malerczyk (1739–1775)
- ks. Józef Potempa (1781)
- ks. Jan Antoni Żurek (1783–1785)
- ks. Stefan Domasti (1786–1794)
- ks. Andrzej Baron (1794–1845)
- ks. Jan Perkatsch (1845–1859)
- ks. Adalbert Widera (1859)
- ks. Maciej Filistin (1860–1886)
- ks. Andrzej Kubis (1886–1887)
- ks. Franciszek Klein (1887–1888)
- ks. Adalbert Kühler (1888–1899)
- ks. Karol Namysło (1900–1902)
- ks. Eberhard Wick (1902–1906)
- ks. Robert Musiol (1906–1939)
- ks. Alfons Rolnik (1939–1963)
- ks. Józef Grochol (1963–1992)
- ks. Marcin Kulisz (1992–2010)
- ks. Jacek Woźnica (od 2010)[3]